# Гонюх, Давид Абрамович
Дави́д Абра́мович Го́нюх (19 марта 1946, Горький, РСФСР — 26 апреля 2015, Обнинск) — советский и российский инженер-конструктор в области радиоэлектроники, джазовый музыкант, общественный деятель. Главный конструктор Научно-технического отдела гелиофизики и космоса Центрального конструкторского бюро гидрометеорологического приборостроения НПО «Тайфун», кандидат технических наук (1986). Создатель (1973) и контрабасист (1973—1993) Обнинского диксиленда, организатор и президент Обнинского джаз-клуба (1980).

## Биография
Давид Гонюх родился 19 марта 1946 года в Горьком.
После окончания в 1970 году Харьковского института радиоэлектроники приехал по распределению на работу в Обнинск. Был главным конструктором Научно-технического отдела гелиофизики и космоса Центрального конструкторского бюро гидрометеорологического приборостроения НПО «Тайфун». Занимался разработками космической бортовой аппаратуры для исследования ультрафиолетового, рентгеновского, корпускулярного и других излучений Солнца с борта метеорологических ракет, искусственных спутников Земли и космических аппаратов межпланетного назначения. Диссертацию на звание кандидата технических наук по теме «Измерение коротковолнового излучения Солнца в верхней атмосфере и космосе термолюминесцентным методом и создание комплекса аппаратуры» защитил в 1986 году.
Начиная с 1957 года и используя опыт игры в оркестре русских народных инструментов, самостоятельно освоил контрабас. В 1973 году организовал Обнинский диксиленд, в котором до 1993 года играл на контрабасе. В 1980 году организовал Обнинский джаз-клуб. Играл в различных составах от трио до секстета с Алексеем Кузнецовым, Аркадием Шилклопером, Александром Сухих, Олегом Степурко, Валерием Колесниковым, Александром Фишером, Лаци Олахом, Олегом Киреевым и другими. С 1994 года в последний уик-энд июля проводил в Обнинске ежегодный джазовый фестиваль, совпадающий по срокам с Днём города.
Умер 26 апреля 2015 года в Обнинске.

## Цитаты
Журналист Сергей Коротков:
Доподлинно неизвестно, был ли назначен Президент Давид на свою должность или же был избран на неё с помощью прозрачных демократических технологий, но за всё время существования околонского джаз-клуба не было зафиксировано ни одной попытки свержения Президента Давида, что несомненно говорит о его бесспорной легитимности. В общем, мужчина находится на своём месте. 
Помимо руководящих функций Президент Давид исполняет функции музыкальные: факультативным образом он играет свой любимый джаз на контрабасе в компании пианиста и барабанщика. Делает он это скорее для души, нежели для удовлетворения каких-либо сольных амбиций: прижмёт гриф к щеке и, нежно пощипывая струны, задумается  надолго о чём-то приятном. Например, о наличии свинга в повседневной жизни или скором приезде Баташёва. 
О «шумовой музыке джаст», как называл джаз незабвенный генсек Никита Хрущёв, Президент Давид знает абсолютно всё – не человек, а какая-то ходячая, говорящая и очень отзывчивая энциклопедия. Даже в Интернете информации о джазе содержится гораздо меньше, чем в президентской голове, а по скорости выдачи «справок» Президент Давид влёгкую соперничает с самим Google’ом. Смело спрашивайте Президента Давида о чём угодно. Например, какого цвета носки предпочитал саксофонист Чарли Паркер или в каком возрасте трубач Майлс Дэвис потерял свой первый зуб мудрости? Спрашивайте — Президент Давид ответит обстоятельно и не чинясь, поскольку любая мелочь, имеющая отношение к джазу, для него свята.

### Публикации Давида Гонюха
- «Остановилось сердце» (недоступная ссылка) // Обнинск. — № 17 (3261). — 2010. — Февраль.

### О Давиде Гонюхе
- Богун Антон. Мы из джаза Архивная копия от 4 марта 2016 на Wayback Machine // Город. — 2001. — № 1.
- Собачкин Алексей. [Интервью с Давидом Гонюхом, Алексеем Кузнецовым, Андреем Кондаковым, Алексеем Анохиным в программе «Поверх барьеров»] Архивная копия от 8 марта 2012 на Wayback Machine // Радио Свобода. — 7 апреля 2004 года.
- 25 лет обнинскому джазу (недоступная ссылка) // Калужская Медиа Группа. — 13 января 2005 года.
- Слабова Светлана, Малявская Светлана. В джазе только физики: Интервью с Давидом Гонюхом // Весть. — 15 октября 2007 года.
- Давид Гонюх: «Меркантильные студенты» Архивная копия от 1 апреля 2011 на Wayback Machine // Вы и мы. — 21 мая 2010 года.
- Коротков Сергей. Музыканты города Околонска // Obninsk.Ru.
- Хлыстов Виталий. Обнинский Джаз-клуб закрыл год Шопена праздничным концертом Архивная копия от 6 марта 2016 на Wayback Machine // Россия-1. — 18 января 2011 года.